# Will Zalatoris
William 'Will' Patrick Zalatoris (San Francisco, 16 augustus 1996) is een golfprofessional uit de Verenigde Staten die momenteel uitkomt op de PGA Tour. In 2022 behaalde hij met het FedEx St. Jude Championship zijn eerste overwinning op deze Tour, en daarnaast wist hij al drie keer als tweede te eindigen op een majortoernooi.

## Amateur
In 2014 won Zalatoris als 18-jarige het Amerikaans golfkampioenschap voor amateurs. Na zijn middelbare school ging hij in 2017 naar de Wake Forest University in North Carolina, waar hij deel uitmaakte van het golfteam. In zijn eerste jaar speelde Zalatoris alle toernooien mee en was hij een finalist om de Jack Nicklaus Award als beste universiteitsspeler te winnen. In datzelfde jaar nam hij, samen met onder andere Collin Morikawa, deel aan de Walker Cup namens de Verenigde Staten.
Na zijn eerste succesvolle jaar op de universiteit besloot Zalatoris om zijn studie af te breken en professional te worden.

## Professional
Na zijn keuze om professional te worden nam Zalatoris in 2018 deel aan de Q-school van de Korn Ferry Tour. Hij slaagde er niet in om een Tour-kaart te verdienen, waardoor hij in 2019 enkel kon meespelen aan toernooien via kwalificatiewedstrijden of uitnodigingen van sponsors. Nadat hij op 7 juli 2019 gedeeld derde was geworden op de LECOM Health Challenge mocht hij de rest van het seizoen aan alle toernooien van de Tour deelnemen. In de eindranking eindigde hij als 60e, waarmee hij zich verzekerd had voor een vaste plaats op de Tour in 2020.
In zijn tweede seizoen als professional won Zalatoris voor het eerst een toernooi in juli 2020, toen hij het TPC Colorado Championship nipt won met één slag voorsprong. Door deze overwinning werd hij eerste op de ranking van de Korn Ferry Tour, en mocht hij deelnemen aan de US Open van 2020. Hier verbaasde hij iedereen door in de eerste ronde een hole-in-one te slaan op de zevende hole, en dit op hole 13 bijna nog eens te doen. Na afloop van de major eindigde Zalatoris op een gedeelde zesde plaats, samen met de nummer één van de wereld Dustin Johnson. Door op het Corales Puntacana Resort and Club Championship vervolgens opnieuw in de top-10 te eindigen, kreeg Zalatoris een speciaal tijdelijk lidmaatschap om in 2021 op de PGA Tour te spelen.
Een jaar na zijn debuut op een majortoernooi wist Zalatoris opnieuw te verrassen door in april 2021 als tweede te eindigen achter kampioen Hideki Matsuyama tijdens het Masters Tournament. In oktober van dat jaar behaalde hij een score van 61 op het Sanderson Farms Championship, wat zijn laagste score uit zijn carrière is. Aan het einde van 2021 werd Zalatoris na een sterk jaar verkozen tot Rookie of the Year op de PGA Tour.
In januari 2022 leek Zalatoris op weg naar zijn allereerste overwinning op de PGA Tour tijdens het Farmers Insurance Open. Na 72 holes stond hij gedeeld eerste, maar verloor hij in de play-off van Luke List. In mei van dat jaar eindigde hij opnieuw als tweede op een majortoernooi, ditmaal nadat hij een play-off van Justin Thomas verloor op het PGA Championship. Een maand later werd Zalatoris opnieuw tweede op een major toen hij enkel Matt Fitzpatrick voor moest laten op de US Open.
Op 14 augustus 2022 lukte het Zalatoris om eindelijk zijn eerste PGA Tour-titel te behalen, door het FedEx St. Jude Championship op zijn naam te schrijven. Opnieuw was er een play-off nodig, waarin Zalatoris na drie holes wist te winnen van Sepp Straka. Door zijn overwinning, dat het eerste toernooi van de FedEx Cup play-offs is, schoof Zalatoris ook op naar de eerste plaats in de ranking van de FedEx Cup. Nadat hij zich op het BMW Championship had moeten terugtrekken eindigde hij uiteindelijk als 30e in de eindranking.
Door een hernia moest Zalatoris zich in april 2023 terugtrekken uit de Masters en een rugoperatie ondergaan, waardoor hij de rest van dat seizoen geen toernooien meer kon spelen.
Hij vierde zijn comeback op de Hero World Challenge na zeven maanden revalidatie, en bewees met een tweede plaats op de Genesis Invitational, een vierde plaats op de Arnold Palmer Invitational en een negende plaats op de Masters dat hij weer terug op zijn oude niveau is.

## Gewonnen toernooien

### PGA Tour
- FedEx St. Jude Championship (2022)

### Korn Ferry Tour
- TPC Colorado Championship (2020)